# سیمحاط تورا

سیمحات تورا (به عبری: שמחת תורה) یکی‌از جشن‌های یهودی است و بلافاصله با پایان جشن سوکوت مصادف است و در پایان یکسال کامل از قرائت عموم از تورات صورت می‌گیرد. دراین روز که تمامی ملت یهود با برخوانی بخش‌هایی از تورات در طول یکسال تلاش در ختم کامل تورات نموده و در این روز ثمره آن را جشن می‌گیرند.